# Алмейда Гарретт
Жуан Баптіста да Сілва Лейтан де Алме́йда Га́рретт (порт. Almeida Garrett); 4 лютого 1799 — 9 грудня 1854) — португальський політичний діяч, письменник, поет, драматург, публіцист, історик. Представник романтизму в португальській літературі. Перший віконт Алмейда-Гаррет (з 1851). Народився в Порту, Португалія. Представник португальського шляхетного роду Сілва. Син Антоніу-Бернарду да Сілви-Гарретта та Ани-Августи де Алмейди-Лейтан. Випускник Коїмбрського університету. Працював у португальському уряді. Міністр і державний секретар закордонних справ (1852). Генеральний інспектор театрів і національних вистав (1836—1841). Головний хроніст королівства, керівник Королівського архіву (1838—1841). Творчість пов'язана з національно-визвольним рухом. Автор поем «Камоенш» (1825), «Дона Бранка» (1826), драми «Ауто Жіла Вісенті» (1838), «Зброяр з Сантарема» (1841). Романи й ліричні вірші пройняті глибоким інтересом до історичного минулого і поетичної спадщини народу. Повне ім'я — Жуан-Баптішта да Сілва-Лейтан де Алмейда-Гарретт (порт. João Baptista da Silva Leitão de Almeida Garrett).

## Твори
- Камоенш" (1825)
- «Дона Бранка» (1826)
- «Ауто Жіла Вісенті» (драма, 1838);
- «Зброяр з Сантарема» (драма, 1841).